# Harrison Page
Harrison Page (Atlanta, 27 de agosto de 1941) é um ator americano de televisão e cinema que apareceu em muitas séries populares, incluindo Sledge Hammer!, Cold Case, JAG, ER, Ally McBeal, Ultraman: O Herói Supremo, Melrose Place, Quantum Leap, The Wonder Years, 21 Jump Street, Midnight Caller, Murder, ela escreveu, Fame, me Gimme a Break!, Benson, Hill Street Blues, Webster, The Dukes of Hazzard, Kung Fu, Kojak, Mannix, Soap, Bonanza e Columbo. 
Membro vitalício do The Actors Studio, Page é mais conhecido por interpretar o mal-humorado capitão Trunk na sátira policial da ABC nos anos 80, Sledge Hammer! Ele também participou regularmente do CPO Sharkey, estrelado por Don Rickles. Page apareceu no filme cult Beyond the Valley of the Dolls e, ao lado de Jean-Claude Van Damme, no filme de sucesso de bilheteria Lionheart (1990). Em 1993, ele apareceu em Carnosaur. 